# チェインクロニクル
『チェインクロニクル』（Chain Chronicle）は、2013年7月26日よりセガ（旧セガネットワークス）から配信されているスマートフォン向けオンラインカードバトルRPG。公式でもよく用いられる略称は「チェンクロ」。「CC」という略称もある。開発はセガ（旧セガ・インタラクティブ）第一研究開発本部。
2014年7月17日公開の第2部からは『チェインクロニクル〜絆の新大陸〜』、2016年11月24日公開の第3部は『チェインクロニクル3』、2020年11月26日公開の第4部は『チェインクロニクル 第4部-新世界の呼び声-』、2025年3月26日公開の第5部は『チェインクロニクル 第5部-未来への導標-』と改題している。

## 概要
本作は、作品の柱となる「メインストーリー」と、『チェインクロニクル3』の時点で800人以上の人物が登場するキャラクター達のストーリー群で構成されている。登場人物一人ひとりに「キャラクタークエスト」が設定されている。また、第1部、第2部に関しては、特定のキャラクターに関しては進行型クエストの「チェインストーリー」が存在する。2017年末段階では以下の3シリーズ構成となっており、「第1部、第2部」と「第3部」の作品を選択し、それぞれの世界観をプレイできる仕様となっている。なお、第2部は第1部をクリアしていないとプレイできないが、第3部は第1部、第2部をクリアしていなくてもプレイできる。
- チェインクロニクル - 第1部。2013年7月26日公開。
- チェインクロニクル〜絆の新大陸〜 - 第2部。2014年7月17日公開。
  - チェインクロニクルV 〜絆の新大陸〜
  - 2014年7月16日、PS Vitaにて発売。スマートフォン版と同じシステムであり、物語の進行は後追いする内容となっていた。
  - 約2年10ヶ月後の2017年5月12日にサービス終了。
- チェインクロニクル3 - 第3部。2016年11月24日公開。
- チェインクロニクル 第4部-新世界の呼び声- - 第4部。2020年11月26日公開。
- チェインクロニクル 第5部-未来への導標- - 第5部。2025年3月26日公開。

本作は当時セガ第一研究開発本部内の別プロジェクトチームで開発されていた『百鬼大戦絵巻』ならびに『源平大戦絵巻』を原型とし、同作のバトルシステムの根幹部分をRPG向けにアレンジして活用している。また、キャラクターストーリーの演出方法などは『三国志大戦』を原型とし、同作のストーリーモードを原型としている。本作のゲームシステムはTYPE-MOONの『Fate/Grand Order』などに影響を与えた。

## 物語
チェインクロニクル
チェインクロニクル〜絆の新大陸〜
チェインクロニクル3
黒の軍勢を生み出していた根源を倒し、義勇軍が勝ち取ったのは真っ白な未来。それから5年後、はじまりの大陸ユグドを舞台に英雄に憧れる少年、魔法の刻印を宿す少女、記憶喪失の踊り子、機械の少女、修羅道を進む青年の物語が幕を開ける。
チェインクロニクル 第4部-新世界の呼び声-
チェインクロニクル 第5部-未来への導標-

## ゲーム内容・システム

### ゲームシステム
- バトル自体は「画面左からせめてくる敵が画面右の自陣に到達したら負け」というアクション・タワーディフェンス方式。
- 「wave」システムが採用されており、ボス戦も含め全ての敵を倒した場合のみ次に進めることができる。
- 全体的に古風なファンタジー色の強いRPGの為、敵キャラクターはガイコツから巨大ドラゴンまで多彩。
- 戦闘は4人＋1人（フレンド)で行う。戦闘不能になった場合2人までサブパーティキャラが戦闘に参加する。

#### 職別
職階
- 戦士：近接攻撃。騎士を克制。クリティカルが出やすい。対応色は赤色。
- 騎士：近接攻撃。弓使いと魔法使いを克制。対応色は青色。
- 弓使い：遠距離攻撃。戦士を克制。対応色は黃色。
- 魔法使い：遠距離攻撃。戦士を克制。対応色は紫色。
- 僧侶：隊員と自身のHPを回復。攻撃も可能。対応色は綠色。

職業
同じ職業でも違う職階にある場合がある。
- 戦士：Assassin、Berserker、Clown、Dancer、Fighter、Masterfencer、Merchant、Minstrel、Princess、Samurai、Shinobi、Smith、Swordsman、Thief、Warrior、Demon
- 騎士：Bouncer、Demon、Fighter、Guard、Guardian、Knight、Paladin、Swordsman、Thief、Warrior
- 弓使い：Princess、Assassin、Dancer、Minstrel、Archer、Hunter、Demon、Strategist、Ranger、Clown、Merchant、Smith
- 魔法使い：Clown、Dancer、Diviner、Magician、Minstrel、Professor、Runefencer
- 僧侶：Priest、Healer、Chronicler、Servant、Medic、Minstrel、Merchant

#### 武器
- 斬、突、打、弓、魔、聖、拳、銃、狙
  - 当初は職階ごとに偏りのある武器設定（例：斬は戦士か騎士、魔は魔法使い）ではあったが、「拳の魔法使い」や「斬の僧侶」等、作品が進むにつれてそういった特殊なパターンのアルカナも登場している。

### ゲームイベント
通常のクエストとは別に用意されており(クエスト内のマップ上では聖王国内「はじまりの村」に存在)、下記の特定イベントの他「義勇軍強化クエスト」等といった大小様々なイベントが用意されている。
特に下記の「魔神襲来」のみ共通した特徴がある。
- 魔神襲来(詳細はゲーム内「魔神イベントの遊び方」参照)
  - 通常のクエスト達成直後に出現する、レイドイベントの一つ。
  - そのイベント限定時のみ攻撃力が2倍 - 5倍になる新キャラクターが登場(初期装備付)する。前回の魔神は攻撃力1.5倍の補正を受ける。
  - イベント限定で攻撃力が上がる武器が登場（魔神ガチャや報酬で入手）。
  - 制限時間内(ソウル1消費で80秒、3消費で130秒味方ATK、HP2倍)に魔物の群れ及び特定の魔神を倒す。
  - ボス（魔神）登場のWAVEでは通常と違いボスを倒せば周りの魔物もHPが0になる。
  - 制限時間を超えると魔神は逃亡してしまう。
  - 戦闘しなくても1時間30分経つと魔神は逃亡する。
  - 魔神を50回撃破したで魔神を撃破すると極稀に「暴走」状態の魔神が襲来することがある。
  - 魔神発見後及び魔神撃破後に報酬として「魔神コイン」を入手でき、期間限定の「魔神ガチャ」でのみ使用可能。(但し、魔神コインは各イベント終了後に消滅するため繰越が出来ない)。危地の魔神ザロビ襲来より過去の魔神を入手できる「復刻ガチャ」が追加された。
  - 一定数以上、魔神を発見及び撃破すると報酬で特定の魔神を入手出来る。

#### 勢力イベント
- チェンクロVのみに存在するシステムで、第1部の酒場（合計7つ）のいずれかに所属し、ポイントを競い合うものである。どの勢力に所属するかは自由に決められる。
- 上位に入賞すれば、義勇軍コインやプレミアムチケットなど、豪華報酬を獲得できる。

#### 大型作戦
- 魔神襲来
  - 冒涜の魔神カタリス
  - 牢獄の魔神コロパティロン
  - 稲妻の魔神アエル・グルン
  - 執着の魔神アルミルス
  - 滋養の魔神サプラス
  - 死霊の魔神ラスフィア
  - 真理の魔神ハティファス
  - 剣戟の魔神アグダラ
  - 装飾の魔神フロガビトゥス
  - 魅惑の魔神タリビク
  - 平和の魔神アルフィン
  - 召喚の魔神タクリタン
  - 鋼の魔神ロサビス
  - 森の魔神ズフラス
  - 宴の魔神ハハブ
  - 本能の魔神スクロロン
  - 危地の魔神ザロビ
  - 秩序の魔神トゥキファト
  - 埃の魔神スフラトゥス

- 戦の年代記
  - 黒の砦奪還作戦
  - 塔の上のモアネット
  - ツル姫と夏祭り
  - 秘宝の迷宮
  - 羽ばたく自由の鷹
- 討伐戦
  - 北の半島討伐戦

- 勢力イベント（チェンクロVのみ）
  - 団結！絆の勢力大規模演習
  - 勢力共闘！絆の包囲戦

#### コラボレーション
- シャイニング・ブレイド
- まおゆう魔王勇者
- A&G Girls Project Trefle
- メディアファクトリー
- ログ・ホライズン / ログ・ホライズン 円卓崩壊
- 刃牙道
- セガ・ハード・ガールズ
- うまい棒
- アトリエシリーズアーシャのアトリエ 〜黄昏の大地の錬金術士〜（黄昏の世界シリーズエスカ&ロジーのアトリエ 〜黄昏の空の錬金術士〜）
- 絶対絶望少女 ダンガンロンパ Another Episode
- 英雄伝説 閃の軌跡
- チェンクロ×チェンクロラジオ『遠い日の約束』
- 七つの大罪
- ブレイブフロンティア
- 太鼓の達人
- シャイニング・レゾナンス
- アトリエシリーズロロナのアトリエ 〜アーランドの錬金術士〜（アーランドシリーズトトリのアトリエ 〜アーランドの錬金術士2〜）
- 聖剣伝説シリーズ
- 英雄伝説 空の軌跡SC Evolution[7]
- 戦場のヴァルキュリアシリーズ
- KADOKAWA外伝（開拓島：レムレス島）
- うたわれるもの 偽りの仮面
- ダンジョンに出会いを求めるのは間違っているだろうか
- サクラ大戦シリーズ
- 劇場版 魔法少女まどか☆マギカ [新編] 叛逆の物語
- チェインクロニクル〜ヘクセイタスの閃〜
- ペルソナ5
- この素晴らしい世界に祝福を!2
- 進撃の巨人
- ツインエンジェルBREAK
- GUILTY GEAR Xrd REV 2
- 魔法少女リリカルなのはReflection
- ダンジョンに出会いを求めるのは間違っているだろうか外伝 ソード・オラトリア
- オーバーロード
- 血界戦線
- うたわれるもの 散りゆく者への子守唄
- ペルソナ3
- とある魔術の禁書目録Ⅲ
- 転生したらスライムだった件
- けものフレンズ2
- 盾の勇者の成り上がり
- ぷよぷよ
- とある科学の超電磁砲T
- うたわれるもの 二人の白皇
- ソニック・ザ・ヘッジホッグ
- 新サクラ大戦 the Animation
- 異世界おじさん
- 魔法科高校の劣等生 来訪者編
- 無職転生 〜異世界行ったら本気だす〜
- ソードアート・オンライン
- シャーマンキング
- テイルズ オブ シリーズ
- ライザのアトリエ 〜常闇の女王と秘密の隠れ家〜
- ゴブリンスレイヤー

以下はゲーム外でのコラボ
- 戦国大戦
- ポプテピピック

## キャラクター
シリーズを通して、大多数のキャラクターが存在するため、メインストーリーに深くかかわり、かつ、キーとなるキャラクターのみ記述する。

### (伝説の)義勇軍
主人公
- 職別：戦士・Warrior
- ILLUST：toi8 / CV：石田彰

この物語の主人公。他のアルカナとは異なり、唯一コスト0のキャラクターである。
フィーナ
- 職別：僧侶・Chronicler、魔法使い・Chronicler（年代記の管理者フィーナ）/Heroine（絆を記すものフィーナ）
- ILLUST：toi8 / CV：佐倉綾音

この物語のヒロイン。クロニクルの総覧である「チェインクロニクル」を持つ。のちに、チェインクロニクルの管理者としての使命を受け継ぐことになったが、5年後に管理者としての役目を終えた。
ピリカ
- ILLUST：toi8 / CV：内田真礼

主人公の相棒を務める妖精。女性的な姿をしているが、一人称は「オイラ」であるなど男性的な口調をとる（イラスト集のインタビューでは中性だと説明されている）
カイン
- ILLUST：竜徹 / CV：内田真礼

マリナ
- ILLUST：クロサワテツ / CV：佐倉綾音

ミシディア
- ILLUST：moc(第1,3部)、ricci(第2部) / CV：内田真礼

ペイシェ
- ILLUST：富岡二郎 / CV：花澤香菜

ヘリオス
- ILLUST：toi8 / CV：内山昂輝

トロメア
- ILLUST：toi8 / CV：三森すずこ

フィーナに代わりチェインクロニクルの管理者となった少女。
アポロ
- ILLUST：toi8

6つに分かたれたチェインクロニクルの欠片から生まれた妖精。
アリーチェ
- ILLUST：煎茶 / CV：高木友梨香

エシャル
- ILLUST：竜徹 / CV：大橋彩香

セレステ
- ILLUST：ひと和 / CV：川澄綾子

アマツ
- ILLUST：黒葉.K / CV：中村悠一

### リヴェラ一行
リヴェラ
- ILLUST：toi8 / CV：水樹奈々

フィーナの姉。父親から剣の技を受け継ぎ各地を旅している。

### クロニクルの管理者
ユグド
ユグド大陸のクロニクルの管理者。
ガジジナ
- ILLUST：村山竜大 / CV：大坪由佳

ケ者の大陸で管理されているクロニクルの管理者。犬鼻族の長を兼任する。
リーア
- 職別：僧侶・Orphan
- ILLUST：天野英 / CV：田村ゆかり

罪の大陸で管理されているクロニクルの管理者としての役目を請け負うことになった少女。罪の大陸で生まれながらも悪意に染まることなく無垢な少女に育っている。
エル
薄命の大陸で管理されているクロニクルの管理者で短命という運命を受け入れる事を選んだ「受命者」のリーダー。薄命の人間としては長寿に当たる13歳。
絆の軌跡 薄命の大陸編にて生を全うして逝去したことが明かされた。
ゴッドフリート
鉄煙の大陸で管理されているクロニクルの管理者。身体の全てを機械に置き換えた。クロニクルを本ではなくデータとして管理しようと考えている。
ツァーリ14世
- 職別：騎士・King
- ILLUST：天野英 / CV：銀河万丈

栄光の大陸に存在するクロニクルの管理者。

### 黒の軍勢
黒の王
第1部の黒幕。ある人物を乗っ取り黒の軍勢を率いて王都を占拠しそこを拠点とする。
エイレヌス
第1部の魔神。かつてはとある大陸のとある場所で隊長として部隊を率いていたが、誕生日の日に黒の軍勢によって壊滅し絶望した結果魔神となった。
黒騎士
黒の軍勢に属する謎の男。
ラベゼリン
- 職別：戦士・Demon
- ILLUST：Toi8 / CV：今井麻美

第2部より登場。マスカルウィン・バルクスと行動を共にしており、ある理由のため執拗にリヴェラを付け狙う。同じくリヴェラを追う事になった義勇軍と戦うことになる。
魔神になる前は薄命の大陸出身。寿命を延ばす方法を求め探求者として大陸の外に出て気がついたら魔神になった。
マスカルウィン
- 職別：魔法使い・Demon
- ILLUST：Toi8 / CV：杉田智和

第2部より登場。ラベゼリン、バルクスと行動を共にし、ラベゼリンを守るために行動する。
バルクス
第2部より登場、ぬいぐるみの姿をした魔神。ラベゼリン・マスカルウィンと行動を共にする。

### 第3部の関係者
白き預言者
ヘリオス編および第3部の黒幕。チェインクロニクルから白い異形を生み出す。
アドヴェルサス
アリーチェ編に登場。5年前に賢者の塔から出奔した教授。
エステラ
アリーチェ編に登場。複数の乙型刻印を持つ魔法使い。
仮面の男
エシャル編に登場。エシャルの過去を知る謎の男。
ナランハ
セレステ編に登場。統制機の一体。
ビオレータ
セレステ編に登場。統制機の一体。
シロガネ
アマツ編に登場。第四領を影で支配する謎の女。元々は第八領の出身でベニガサの妹。
コロミ
アマツ編に登場。シロガネの命に従う火鬼。

## 大陸
- ユグド - 主人公たちがいる大陸の名前。妖精や鬼、人間が共生している。クロニクルの管理者はユグド。
  - 聖王国 - ユグドにある人間の国。王都が黒の軍勢に占領されている。
  - 賢者の塔 - 聖王国の隣に存在しており、マップ内の迷宮山脈を隔てて魔法使いが暮らす地域と火妖精・土妖精が暮らす集落に分かれている。
  - 砂漠の湖都 - 人間が住んでおり、湖都を拠点としてオアシスなどを支配している。
  - 精霊島 - 森妖精などの妖精が住んでおり、海風の港などもある。
  - 炎の九領 - 鬼族が住んでおり、火山がある島。9つの領土に分けられる。昔は雪女のような妖怪も暮らしていたが、火山が隆起したことで住む場所を追われている。
  - 王都 - かつて聖王国の本拠地だったが、黒の軍勢に占領されている。第3部では王都を奪還し、黒の根源を倒して世界に平和が訪れたことで復興が徐々に進んでいる。
- 交差の海域 - ユグドから北に向かった先にある島々の名称。
  - 夜明けの大海 - 小さな島々から成る。
  - ケ者の大陸 - ケ者と呼ばれる人種が住む大陸。クロニクルの管理者は犬鼻族の族長ガジジナ。
  - 罪の大陸 - あらゆる場所で罪を犯した囚人達が一堂に集められる大陸。クロニクルの記述者は監獄の所長だったが黒の軍勢が侵攻してきたイザコザで殺されたため空位だった。後にリーアが管理者となる。
  - 薄命の大陸 - 平均寿命10歳程の子供だけが住む大陸。クロニクルの管理者は受命者の長であるエル、第3部は不明。絆の軌跡 薄命の大陸篇で短命という宿命から解き放たれた。
  - 翡翠の島 - 第3部で主人公一行が流れ着いた島。
- 起源の海域
  - 鉄煙の大陸 - 身体の一部を機械に置き換えた人間が住む大陸。名前の後に付く数字は機械化率を表す。クロニクルの管理者は機族の王であるゴッドフリート。
  - 年代記の大陸 - フィーナ、リヴェラ姉妹の故郷。
  - 黒の大陸
- 彼方の海域
  - レムレス島 - 黒の軍勢の侵攻によって滅ぼされた大陸の人々が行き着いた島。理由は不明だが黒の軍勢が攻めてこない。

## 物語用語
義勇軍
- 主人公をリーダーとする、どこのギルドにも属さない軍勢。（パーティのリーダーを変えてもシナリオは主人公がリーダーとして進む）
- 第3部では解散しているが隊員は伝説の義勇軍に所属していたということで一目置かれている。

連合軍
- 聖王国などユグドにある国と義勇軍による軍。黒の軍勢と戦う。

黒の軍勢
- 黒の王を元首として数々の大陸を陥落させた魔神や魔物の集団。

白い異形
- 第3部に登場するどこから来たのかすらわからない魔物の名称。第4章にてチェインクロニクルのページから生まれたことが判明。

## ゲーム用語

### アルカナ
- プレイヤーが出会うキャラクター、成長アルカナ、武器進化アルカナ、武器強化アルカナの総称。ガチャやクエストをクリアすることにより入手することができる。

★によってレア度が決まっており、★が多いほど入手方法が限定されたり、出現しにくい。能力・コストが高くなる傾向がある。
なお、キャラクターアルカナに関しては「★★★★★」を「SSR」、「★★★★」を「SR」、「★★★」を「R」、「★★」を「HN」、「★」を「N」としている。

#### キャラクターアルカナ関連
レベル
- キャラクターアルカナのレベル。戦闘に参加したり、成長アルカナで合成することによりレベルが上がる。それにつれ能力が上昇する。

コスト
- アルカナに設定された数値。レア度と同じように数値が大きければ強力なアルカナである傾向が多い。主人公だけコストが0。

アビリティ
- 一部キャラクターアルカナを除き、戦闘に有利なアビリティを所持している。キャラクエストクリアによってアビリティが覚醒されることもある。

スキル
- 戦闘中、マナを使用してできる行動であり、必殺技のこと。キャラクターによって攻撃、回復、攻撃力補助強化等、様々である。

さらに、「3」(Ver 3.0.0)より伝授システム追加。他のアルカナを絆に設定するとそのスキルを使用することができる。
ただし、前もって新世代のアルカナと伝授可能なアルカナと同時に戦闘に参加し、一定確率で伝授されること等の条件がある。
強化合成
- レベルアップのために成長アルカナとゴールドを使用して強化することができる。

限界突破
- 同一のアルカナを合成させることでアルカナの最大レベルを上昇させること。

1枚につきレベル上限が5増え、最大レベルは20増える（4枚分）。深淵の天魔はレベル100まで上げることができる。

#### 武器アルカナ
武器強化
- キャラクターアルカナに武器強化アルカナを合成しることにより、キャラクターが所持している武器の能力を高めることができる。

ただし、武器ごとに強化上限は設定されている。
武器進化
- キャラクターの所持する武器を変更することができる。能力上限の高い武器やアビリティのもつ武器へ進化ができる。

ただし、一度、進化した武器は外し直すことはできず、武器アルカナも消滅するので慎重に行う必要がある。
武器錬金
- 武器アルカナを5枚集めて、武器アルカナ1枚を入手することができる。

レアリティの高い武器を混ぜると、高性能な武器が錬金される。稀に、非常に強力な武器が錬金されることもある。
錬金でできあがる武器アルカナは基本的にランダムではあるが、決まった素材を組み合わせることにできる錬金できる武器もある。

### ガチャ関連
酒場
- 酒場はガチャを引く場所で、複数存在する。1部2部の酒場ではピックアップを行っており、欲しいアルカナも手に入れやすくなっている。

通常はガチャコイン500枚や精霊石5個で1回引くことができる。
フェス
- 期間限定のガチャで限定アルカナを入手したり、イベントに有利なアルカナを入手することができる。

期間は3日程度から2週間近くなど、フェスによって様々である。酒場同様、ガチャコイン500枚や精霊石5個で1回引くことができる。
ノーマルガチャ、チャレンジガチャ
- クエスト等で入手できるアルカナコインで引くことができるガチャ。ノーマルガチャは1回200枚で、チャレンジガチャは1回2000枚（レアアルカナ排出確定）。

リングガチャ
- クエストやアルカナ売却等で入手できるリングで引くことができるガチャ。

魔神ガチャ
- 魔神討伐で入手できる魔神コインを集めてできるガチャ。400分の1の確率で魔神を入手可能。

勢力ガチャ（チェンクロVのみ）
- 勢力イベントに参加したり、日替わりクエストをクリアすると勢力コインが貰え、引くことができる。主に武器が入手可能できる。

### クエスト・戦闘関連
ランク
- プレイヤーのレベル。ランクが上がるとAP、フレンド、コスト(後述)の上限が上がる。

パーティ
- キャラクターアルカナで構成したチーム。プレイヤーのランクに応じた総コストの上限を上回らないようにアルカナを組み合わせて編成する。

絆
- パーティ編成の際に他のアルカナを設定することにアルカナそのものの能力を強化でき、出陣ができる。

アルカナ毎に絆アビリティが設定され、戦闘を優位にすすむことができる。
また、伝授システムにより、新世代アルカナは絆にセットすることにより伝授スキルを使用することができる。
AP
- 行動値、スタミナ。クエストによって異なり、足りない場合はスタミナの実を使用しないとクエストをプレイできない。

クエスト
- クリア型クエスト（クリア後の再受注不可）と繰り返し型クエスト（クリア後の再受注可）の二種類がある。

ストーリークエスト、キャラクタークエストようなものはクリア型クエスト。曜日クエスト、月間クエストなどは繰り返し型クエスト。
マナ
- 戦闘において必殺技を使うためのもの。バトル中では最大8つストックできる。

職業によって色が違い、WAVE開始ごとにスロット形式で手に入る。BOSS WAVEのみ途中でピリカが1つ持ってくる。
スタミナの実
- リング交換所やクエストクリア報酬で手に入る実。AP全回復ができる。

超スタミナの実
- 普段は手に入らないが戦の年代記の際に手に入る実で、AP全回復と進軍チャンスの時間が伸びる。

復活の実
- 戦闘中にパーティ全員が戦闘不可能になったり、敵がエンドラインを過ぎたりなどゲームオーバーの時に復活できる実。リング交換所で手に入る。

ソウル
- 魔神討伐におけるAPのようなもの。消費する数によって制限時間が変わる。

気合の実
- リング交換所や魔神撃破報酬で手に入る実。ソウル全回復ができる。

### その他
ゴールド
- ゲーム内で手に入る通貨。アルカナを強化するときなどに利用する。

精霊石
- 「ガチャ」を行ったり、所持カードの上限を引き上げたりするために用いる。

購入することも可能だが、クエストのクリア・ログインボーナス・ゲームの不具合によるお詫びなどでも手に入る。
フォーチュンリング
- 通称「リング」。レア以上のアルカナ売却やミッションやチェインストーリーをクリアすることなどで手に入る。交換所で期間限定キャラや成長アルカナなどが手に入る。

引き継ぎ
- ゲームデータを別の端末に移すこと。IDと事前に設定したパスワードが必要。

ミッション
- 第2部(Ver 2.0.0)からの新機能。「宝箱を合計xx個以上獲得」「全職種をパーティに入れてxx回戦闘」など様々な条件が課せられ、ミッションにクリアすることで様々な報酬が獲得できる。

## 主題歌
キズナの物語
作詞・作曲・編曲 - 坂上庸介 / 歌 - Trefle
同社の音楽ゲーム「maimai GreeN PLUS」に本楽曲が収録されている。
Arrive
歌 - The Sketchbook
「チェインクロニクル 絆の新大陸」TVCM曲。
HAVEN
作詞：ナノ/作曲・編曲：WEST GROUND
「チェインクロニクル3」タイアップ。

## 開発

### キャラクター設定
本作のキャラクターは、シナリオ担当者が提出したイメージや設定資料等をもとにデザインチームが設定を記述した発注書を作り、その発注書をイラストレーターへ渡すという形で作成され、イラストレーターからの提出物をもとに専用武器等を3D化するという形で作成されている。

### 企画・シナリオ
本作の第1部、第2部のメインストーリーおよび、キャラストーリーの多くのシナリオは松永純が担当した。また、作家集団・クオリアのメンバーのうち、下村健がメインストーリーとチェインストーリーの多くを手掛けたほか、原山燐太郞が第3部の「絆の軌跡」のシナリオを執筆した。
第3部のメインストーリーはセガ・インタラクティブの開発チームが担当しており、各主人公に担当者を設けて執筆している。ヘリオス編のみ担当者が変えられている

## 反響

### 後世への影響
本作は、スマートフォン向けアプリのシナリオ構造を決定づけ、『Fate/Grand Order』など本作に影響を受けた作品も登場した。
特に、ガチャで入手できるキャラクターに付属するシナリオ（キャラクタークエスト）は、ユーザーがガチャを回す動機付けに成功した。

## グッズ
- オフィシャルドラマCDチェインクロニクル vol.1[13]
- オフィシャルドラマCDチェインクロニクル vol.2[14]
- チェインクロニクル キャラクターソング Three Hearts[15]
- 『チェインクロニクル1st season イラストレーションズ』講談社、2014年5月30日。ISBN 978-4-06-218992-7
- チェインクロニクル ～絆の新大陸～ アイテム用シリアルコードシール付きオリジナルうまい棒[16]
- チェインクロニクル アルドラ 完成品フィギュア[17]
- トレーディングカード チェインクロニクル アルカナコレクション[18]

## ラジオ

### チェンクロラジオ
『チェンクロラジオ』は、文化放送、ラジオ大阪、超!A&G+で放送されたラジオ番組。正式タイトルは『セガネットワークス Presents（パーソナリティ名）のチェンクロラジオ』としている。文化放送は日曜21:30 - 22:00、ラジオ大阪は日曜24:00 - 24:30に放送され、超!A&G+は地上波放送から一週遅れの日曜20:00 - 20:30にて配信されていた。2015年4月より文化放送日曜21時台が『セガネットワークスアワー』としてセガネットワークスが1時間提供することに伴い、番組がその第2部として組み込まれる事になり、タイトルが『セガネットワークスアワー （パーソナリティ名）のチェンクロラジオ』に変更となる。本番組の放送時間、内容に変更点は無いが、ラジオ大阪へのネット放送は2015年3月で終了、超!A&G+は地上波放送から5時間遅れの日曜26:30 - 27:00にて配信される事になった。2016年4月から2017年4月まで文化放送日曜21時台が『セガネットワークスアワー』が『せがあぷラジオ』としてリニューアルされた事に伴い、2016年3月27日で放送終了。当番組のパーソナリティが引き続き『せがあぷラジオ』のパーソナリティを担当した。

#### パーソナリティ
- 井口裕香（第1回 - 第26回）
- 花澤香菜（第9回 - 第26回）
- 緑川光（第27回 - 第104回）
- 今井麻美（第27回 - 第104回）
- 内田彩（第27回 - 第104回）

放送開始から第8回までの約2ヶ月間は、「井口裕香・（いつか出会う）のチェンクロラジオ」とし、井口裕香が一人で番組のパーソナリティをしていたが、第9回より「いつか出会うパートナー」として花澤香菜が正式メンバーとなり、タイトルも「井口裕香・花澤香菜のチェンクロラジオ」になった。花澤は第8回にゲストとして出演した。
井口・花澤による放送は第26回（2014年9月末）で終了。翌週（2014年10月）より緑川光、今井麻美、内田彩が新パーソナリティとなり、「緑川光・今井麻美・内田彩のチェンクロラジオ」にタイトルが改められた。緑川は第15回（井口・花澤時代）にゲストとして出演した。

#### コーナー
- アルカナメール

ふつおたのコーナーだが、あらかじめ各メールにキーワードが設定されており、パーソナリティが気になったメールを取り上げて読む形となっている。
- これってSSR?

日常ではなかなか起こらない貴重な体験を紹介し、★1から★5(ゲームでのレア度に倣って「ノーマル」「ダブルSレア」と呼称)のランクをつける。
- 人生は緊急クエストだ!

井口、花澤がリスナーから受けた悩みを解決するコーナー。真面目に解決するまで終わらない。スタッフが解決したと思ったらボス討伐時の音楽が流れる。
- チェンクロインフォメーション

お知らせのコーナー。複数の宝箱にお知らせの内容がそれぞれ入っている。

#### ゲスト
- 第3回：鷲崎健
- 第8回：花澤香菜
- 第15回：緑川光
- 第21回：佐倉綾音
- 第24回：多田宏・渡邊悠（The Sketchbook）
- 第27回：小高和剛
- 第50回：梶裕貴（録音出演）
- 第64回：小池理子・和井みずき・鳥野貴広[19]
- 第65回：芝崎典子・畠中祐・朝日奈丸佳[20]
- 第66回：大坪由佳[21]
- 第81回：村川梨衣・大坪由佳[22]
- 第90回：村川梨衣[21]
- 第99回：三上枝織
- 第101回：菊池幸利・八代拓[23]

#### 動画番組
本番組のスピンオフ動画番組がYouTube上で公開（隔週水曜日更新）。
井口・花澤時代は、2014年4月9日から「井口裕香・（いつか出会う）のチェンクロできるかな?」として開始し、6月2日の第5回より「井口裕香・花澤香菜のチェンクロできるかな?」に改題した。9月30日の第13回で終了となった。
井口と花澤が開発スタッフにレクチャーを受けながら実際にゲームを行い、本作の魅力などを語った。余談だが井口はプライベートでもプレイしており、ユーザー名は「サスケ」であることを公言している。
パーソナリティが緑川・今井・内田に交代した後は、「緑川光・今井麻美・内田彩のもっと!チェンクロできるかな?」にタイトルが改められ、2014年10月15日の第1回から2016年4月1日の第39回まで配信された。

### ちぇんらじ
『チェンクロラジオ』・『せがあぷラジオ』の流れを汲む形で、『チェインクロニクル公式WEBラジオ「ちぇんらじ」』が音泉、チェインクロニクルYouTube公式チャンネルにて2017年6月5日より毎週月曜日 19:00 に配信されている。

#### パーソナリティ
- 緑川光
- 今井麻美
- 内田彩
- 高木友梨香

#### コーナー
- アルカナメール

ふつおたコーナー。
- チェンクロプレイ日誌

リスナーから募集した、チェインクロニクルをプレイした感想を紹介する。
- 親愛度999

リスナーから募集した、好きなアルカナについて紹介する。
- シュザ様が斬る！

リスナーから募集した悩み相談を、シュザが一刀両断していく。
- チェンクロ学園初等科

チェインクロニクル初心者である高木の質問に他のパーソナリティやスタッフが応えていく。

## 漫画
チェインクロニクル クリムゾン
2014年7月号から2015年8月号まで別冊少年マガジンにて連載され、講談社コミックスより全3巻が発売された。岡崎純平作、セガ・セガネットワークス原作。主人公は漫画オリジナルキャラクターの「キャス」。
チェインクロニクル ヘクセイタスの閃
2016年9月号から2017年9月号まで月刊ドラゴンエイジにて連載され、ドラゴンコミックスエイジより全2巻が発売された。あさひな栞作、セガ/チェンクロ・フィルムパートナーズ原作。同タイトルのアニメ版エピソードの前日譚。

## 小説
チェインクロニクル・カラーレス
2016年10月15日から星海社FICTIONSにて全3巻が発売された。重信康著、toi8画、セガ原作。
チェインクロニクル 暁の流星
2016年12月20日から富士見ドラゴンブックにて発売された。Enbos著、天野英画、セガ原作。

## OVA
2014年7月21日、ショートアニメ化が発表。『チェインクロニクル 〜ショートアニメ〜』のタイトルで、同年12月18日にDVDがサークルKサンクス限定で発売された。

### スタッフ (OVA)
- 原作・企画 - セガネットワークス
- 監督 - もりたけし
- 総監修 - 松永純
- 脚本 - Qualia（下村健、川口高男、原山燐太郎、世俵まこと）
- キャラクターデザイン・総作画監督 - 加藤裕美
- 美術監督 - 菊地正典、小倉宏昌
- 色彩設計 - 村田恵里子
- 撮影監督 - 福士享
- 編集 - 重村建吾
- 音楽 - 清田愛未、森英治
- 音楽プロデューサー - 矢部敦志
- エグゼクティブプロデューサー - 秋山隆利
- プロデューサー - 上町裕介、川村弘幸
- ディレクター - 金牧智広、藤田直子
- アニメーションプロデューサー - 堀裕治、山田友哉、小島勉
- 制作 - 創通、十文字

### 担当声優（OVA）
- 主人公/ハルアキ/黒騎士 - 石田彰
- フィーナ/トウカ - 佐倉綾音
- ピリカ/ニンファ - 内田真礼
- ユニ/リンセ - 小岩井ことり
- ヴェルナー/ナックル - 柳田淳一
- オルカ/コネリ - 井口裕香
- フィーナの姉/ペイシェ - 花澤香菜
- ウェイン - 花江夏樹
- グレッグ/ドドガル - 稲田徹
- マリナ/アルドラ - 寺崎裕香
- サーシャ - 渕上舞
- アンジェリカ - 内山夕実
- カイン - 小松未可子
- ミシディア/ユグド - 佐藤利奈
- リフレット - 三上枝織
- カティア - 藤村歩
- キキ - 小林ゆう
- ユリアナ - 藤井ゆきよ
- バリエナ - 内田彩
- エイレヌス/子供 - 桑谷夏子

### 主題歌 (OVA)
オープニングテーマ「REASON」
歌 - The Sketchbook
エンディングテーマ「Arrive」
歌 - The Sketchbook

## テレビアニメ
2015年12月6日に開催された「セガネットワークスファン感謝祭2015」にて、TVアニメ版の正式タイトルが『チェインクロニクル 〜ヘクセイタスの閃（ひかり）〜』になることが発表された。
タイトルの「ヘクセイタス」（Haecceitas）とは、あるものを他のものと区別する要素を意味しており、サブタイトルには黒の王がこの世界を終わらせて新世界を創ろうとする中で、主人公達が、今この瞬間ここに存在する「他ならぬ自分」が「自らの手」で運命を切り拓く物語であるという意味が込められている。
2016年7月31日に開催された「「絆の大感謝祭」ファンミーティング2016」において、主要担当声優の発表が行われた。
2017年1月より3月まで全12話が放送されたほか、放送に先駆けて2016年12月3日から第1章（第1話 - 第4話）、2017年1月14日から第2章（第5話 - 第8話）、2017年2月11日から第3章（第9話 - 第12話）が2週間限定で映画館にてイベント上映されており、それに並行して約2週間後にデジタルセル版が配信されている。入場者プレゼントとして黒騎士、ユリアナ、ファティマのいずれかのSSRアルカナが入手できるURLが記載されたスクラッチカードが配布される。興行収入は第1章が1600万円、第2章・第3章がともに1100万円。
本作はゲーム第1部第10章に該当する箇所で「義勇軍と連合軍が黒の軍勢に敗れていたら」という世界が描かれる。
また、本作にはゲームの主人公に相当するキャラクターとしてユーリが登場したほか、もう一人の主人公としてアラムが登場した。

### スタッフ
- 原作 - セガ
- 総監修 - 松永純
- 監督・キャラクターデザイン - 工藤昌史
- 副監督 - 花井宏和
- クリエイティブディレクター - 宮川淳子
- シリーズ構成 - 待田堂子
- デザインワークス - 森木靖泰、岩永悦宜、鈴木政彦
- 美術監督 - 陳場大輔
- 色彩設計 - 大塚眞純
- 撮影監督 - 荻原猛夫
- CG監督 - 篠原章郎
- 編集 - 齋藤朱里
- 音響監督 - はたしょう二
- 音楽 - 甲田雅人
- 音楽制作 - フライングドッグ
- 音楽プロデューサー - 西辺誠
- チーフプロデューサー - 秋山隆利、阪口英昭、武藤誉、大河原健、福田正夫、小岐須泰世
- プロデューサー - 浦出鉱太郎、川北健、舟橋貴之、菊川裕之、西辺誠、西川和良
- アニメーションプロデューサー - 諸澤昌男
- アニメーション制作 - テレコム・アニメーションフィルム×グラフィニカ
- 製作 - チェンクロ・フィルムパートナーズ（セガゲームス、サミー、創通、バンダイビジュアル、フライングドッグ、博報堂DYミュージック&ピクチャーズ）
- 配給 - ショウゲート
- 宣伝 - パジー・エンタテインメント／スロウカーブ
- パブリシティ - ブラウニー

### 担当声優
- ユーリ、黒騎士 - 石田彰[31]
- アラム - 山下大輝[31]
- フィーナ - 佐倉綾音[31]
- ピリカ - 内田真礼[31]
- カイン - 豊永利行[31]
- マリナ - 内田彩[31]
- ミシディア - 今井麻美[31]
- ユリアナ - 小岩井ことり[31]
- シュザ - 緑川光[31]
- ヴェルナー - 柳田淳一[31]
- ファティマ - 佐藤美由希[31]
- ラファーガ - 日野聡[31]
- リリス - 伊藤美来[31]
- ブルクハルト - 川原慶久[31]
- キキ - 村川梨衣[31]
- ロロ - 大坪由佳[31]
- エイレヌス - 沼倉愛美[31]
- オルカ/コネリ - 井口裕香
- カティア - 優希知冴
- ムジカ - 東山奈央
- ケマミレ - 三上枝織
- アインスロット - 長谷川芳明
- 黒の王 - 大塚明夫[31]

### 主題歌 (TV)
イベント上映版
オープニングテーマ「Chain the world」（第2章 - ）
作詞 - ヒゲドライバー / 作曲・編曲 - Powerless / 歌 - 東山奈央
エンディングテーマ「PARAISO」
作詞・歌 - ナノ / 作曲 - ゆよゆっぺ / 編曲 - ゆよゆっぺ、WEST GROUND

テレビ版
オープニングテーマ「MY LIBERATION」
作詞・歌 - ナノ / 作曲・編曲 - WEST GROUND
エンディングテーマ「True Destiny」
作詞・作曲・編曲 - Heart's Cry / 歌 - 東山奈央
挿入歌「風空花人」（第7話、第9話）
作詞 - SugarLover / 作曲・編曲 - 甲田雅人 / 歌 - 東山奈央
挿入歌「真実の詩」（第9話）
作詞 - SugarLover / 作曲・編曲 - 甲田雅人 / 歌 - ムジカ（東山奈央）

### 各話リスト
| 話数   | 話数  | サブタイトル       | 脚本       | 絵コンテ                     | 演出                | 作画監督 | 総作画監督                               | 美術設定                                           |
| ------ | ----- | ------------------ | ---------- | ---------------------------- | ------------------- | --- | ---------------------------------------- | -------------------------------------------------- |
| 第1話  | 第1章 | 光と闇と           | 待田堂子   | 工藤昌史                     | 工藤昌史            | 高田洋一、西真由子 野口寛明、小林明美                                                                       | 烏宏明                                   | 前田実、河野次郎                                   |
| 第2話  | 第1章 | 共にあるということ | 待田堂子   | 細田直人                     | 高村雄太            | 小美野雅彦、菱沼祐樹 寺尾憲治、鞠野黄英                                                                     | 烏宏明 工藤昌史                          | 前田実、河野次郎 菅原清二、陳場大輔                |
| 第3話  | 第1章 | 忠義のしるし       | 待田堂子   | 友田政晴 花井宏和            | 高田昌豊            | 張紹偉 | 烏宏明 工藤昌史                          | 前田実、河野次郎 宮野隆                            |
| 第4話  | 第1章 | 広がる闇           | 大久保昌弘 | 矢野雄一郎                   | 小柴純弥            | 野口寛明、高田洋一 小林明美                                                                                 | 烏宏明 工藤昌史                          | 前田実、菅原清二 高畠聡                            |
| 第5話  | 第2章 | 雪山の呼び声       | 吉野弘幸   | 富沢信雄                     | 石倉礼              | 桜井正明、片山敬介 森藤希子、謝苑倩 臼田美男、沼田広 松木泰憲                                               | 烏宏明 工藤昌史 宇佐美皓一               | 河野次郎、宮野隆                                   |
| 第6話  | 第2章 | 苦悩の果て         | 待田堂子   | こでらかつゆき               | 山田卓              | 高田洋一、石川晋吾 野口寛明、李周鉉 酒向大輔、黄英植                                                        | 烏宏明 工藤昌史 滝口禎一 宇佐美皓一      | 前田実、菅原清二 高畠聡、大貫雄司                  |
| 第7話  | 第2章 | 離ればなれに       | 吉野弘幸   | 富沢信雄                     | 道解慎太郎 原博     | 舘崎大、堀越久美子 寺尾憲治、菱沼祐樹 服部憲知                                                              | 烏宏明 工藤昌史 宇佐美皓一               | 前田実、菅原清二 高畠聡、河野次郎 宮野隆、大貫雄司 |
| 第8話  | 第2章 | 諦めない想い       | 待田堂子   | 川口敬一郎 花井宏和 工藤昌史 | 高田昌豊 山田卓     | 張紹偉、西真由子 高須美野子、北尾勝 谷野美穂、小林明美                                                      | 滝口禎一 烏宏明 工藤昌史                 | 前田実、河野次郎                                   |
| 第9話  | 第3章 | 砂漠に咲く花       | 吉野弘幸   | 矢野雄一郎 花井宏和          | 富沢信雄            | 野口寛明、石川ゆみこ 稲手遥香、石川晋吾 李周鉉                                                              | 烏宏明 工藤昌史 滝口禎一 宇佐美皓一      | 宮野隆                                             |
| 第10話 | 第3章 | 闇を裂く刃         | 大久保昌弘 | こでらかつゆき               | 小山田桂子          | 白井裕美子、高田洋一 田口麻美、藤田まり子 古賀誠                                                            | 滝口禎一 烏宏明 横堀久雄 北尾勝 工藤昌史 | 前田実、高畠聡                                     |
| 第11話 | 第3章 | 剣に生き、剣に斃れ | 吉野弘幸   | 川口敬一郎                   | 所俊克              | YU HYUN JIN 石堂伸晴                                                                                        | 烏宏明 工藤昌史 宇佐美皓一               | 前田実、高畠聡 岩永悦宜                            |
| 第12話 | 第3章 | ヘクセイタスの閃   | 待田堂子   | 工藤昌史 花井宏和 小坂春女   | 矢野雄一郎 土屋康郎 | 古賀誠、西真由子 田口麻美、稲手遥香 白井裕美子、谷野美穂 野口寛明、佐久間千秋 高須美野子、酒向大輔 高田洋一 | 烏宏明 工藤昌史                          | 前田実、高畠聡 岩永悦宜                            |

### 放送局
| 放送期間                | 放送時間                     | 放送局      | 対象地域   | 備考                      |
| ----------------------- | ---------------------------- | ----------- | ---------- | ------------------------- |
| 2017年1月8日 - 3月26日  | 日曜 2:19 - 2:49（土曜深夜） | 朝日放送    | 近畿広域圏 | 『アニサタ』枠            |
|                         | 日曜 22:30 - 23:00           | TOKYO MX    | 東京都     |                           |
| 2017年1月9日 - 3月27日  | 月曜 0:00 - 0:30（日曜深夜） | AT-X        | 日本全域   | CS放送 / リピート放送あり |
|                         | 月曜 2:35 - 3:05（日曜深夜） | テレビ愛知  | 愛知県     |                           |
| 2017年1月11日 - 3月29日 | 水曜 0:00 - 0:30（火曜深夜） | BS11        | 日本全域   | BS放送 / 『ANIME+』枠     |
|                         | 水曜 2:35 - 3:05（火曜深夜） | TVQ九州放送 | 福岡県     |                           |

| 配信期間                       | 配信時間                                          | 配信サイト                                                                 | 備考                                        |
| ------------------------------ | ------------------------------------------------- | -------------------------------------------------------------------------- | ------------------------------------------- |
| 2016年12月16日 - 2017年2月25日 | 月1回金曜 0：00 更新                              | Amazonビデオ TSUTAYA TV PlayStation™Video ひかりTV Bonobo 楽天ショウタイム | デジタルセル版（全3章各章4話ずつ配信）      |
| 2017年1月11日 -                | 水曜 0:00 - 0:30（火曜深夜）                      | AbemaTV新作アニメch                                                        | リピート配信あり                            |
| 2017年1月24日 -                | 火曜 0：00 - 0：30（月曜深夜） 火曜 0：30 - 1：00 | ニコニコ生放送                                                             | 第1話、第3話以降 第2話（第1話に続けて配信） |

### BD
| 巻  | 発売日        | 収録話                          | 規格品番  |
| --- | ------------- | ------------------------------- | --------- |
| 1   | 2017年6月23日 | 上映版第1章、TV版第1話 - 第4話  | BCXA-1231 |
| 2   | 2017年6月23日 | 上映版第2章、TV版第5話 - 第8話  | BCXA-1232 |
| 3   | 2017年6月23日 | 上映版第3章、TV版第9話 - 第12話 | BCXA-1233 |
| BOX | 2017年6月23日 | 上映版全3章、TV版全12話         | BCXC-0055 |

### ミニアニメ
監督・演出・脚本は芦名みのる、ぷちキャラクターデザイン・作画監督はたけはらみのる、アニメーション制作はスタジオぷYUKAI。
『ちぇんくろ学園』
劇場版第1章 - 第3章と同時上映の短編。全3話。
『キネパス劇場』
キネパスとチェンクロがコラボレーションしたキネパスCM映像。全3話。2016年11月よりTジョイ系劇場で上映。
『ちぇいん黒にくる!!』
テレビアニメ版最後に放送のミニアニメ。
『くろにくるがーるず』
デジタルセル版の映像特典。

## 関連イベント

### チェンクロ酒場
チェインクロニクルの世界をイメージしたチェンクロ酒場が期間限定でオープンした。2013年11月28日～12月22日まで「欧風ギルドレストラン ザ・グランヴァニア」でin東京が、2014年3月4日～3月18日まで「ビアーズテーブル KELLER KELLER」でin大阪が、2014年3月20日～4月3日まで「チキチキバンビーノ」でin名古屋がオープンしていた。

### チェンクロ夏休み in としまえん
2014年8月9日、10日、16日、17日にとしまえんにて開催。
『チェインクロニクル』の公開から1周年を迎えたことを記念して開催されたイベント。参加者が義勇軍の一員となって、黒の軍勢を戦うリアル・クエストなどの体感型リアルRPGや出張チェンクロカフェが行われた。

## その他
電撃PlayStation
『こちら千代田区飯田橋編集部前義勇軍』という攻略コラムを連載。電撃プレイステーションVol.633において連載が終了した。ライターは梅津爆発が担当。
ガチャの確率
本作は最高レアであるSSRの出現率が他のゲームに比べて高く、常設されている第1部・第2部の各エリアの酒場ガチャではピックアップされたキャラクター以外出現しない方式を取り、1人辺り5％の合計10％と設定されている。キャラクターは毎週水曜日に更新される。
第3部は合計7%と設定されている。